# 張民表
張民表（1570年—1642年），字林宗，一字武仲，號塞庵，又號旃然漁隠，河南中牟人，祖籍定興縣（今河北），明朝書法家、藏書家，舉人出身。

## 生平
汝南王張柔十世孫，淮陽王張弘範九世孫。太子太保張孟男之子。萬曆十九年（1591年）中辛卯科河南鄉試舉人。張民表負有才能，文章落筆即抗，家中藏有古籍圖書數萬卷，皆由其親自修改使成定稿。張民表喜愛好飲酒及寫草書，常喝一點酒就頹放不羈，文章揮灑自如，酒醒後在看，自稱有神明暗中相助。府縣士大夫多習慣著葛巾野服示人，民表便說：“吾既以孝廉舉也，葛巾野服非孝廉服也，吾不能學衆之矯。”那時剛好他被推選為賢良方正，同鄉在朝為官的人，想借其名聲出名，民表便又說：“吾既以孝廉舉也，倒行逆施，吾不能學衆之偽。”府縣官員爭先恐後的以禮聘請其出仕，民表皆嚴加拒絕。自號旃然漁隠，避居城外蒲津旁，整天與友人阮漢聞、秦鎬等飄蕩其中，或乘坐破舊頭頂無帳幕的車，由一頭老母牛拉車， 自己則坐在車裡高聲吟誦。
崇禎十五年（1642年）李自成包圍開封，有人勸他趕緊離去，張民表對他：“死則死耳，奈何以身。”眾人遂請他領導城內的居民對抗闖軍，河南巡撫高名衡向來很敬重他，整天命人在城門上巡視，以觀察開封的安危，民表雖已七十多歲，也是整天與弟子門生們拮据在戰場之中，不敢懈怠。開封城被圍過了五個月，城內的百姓因糧餉日匱，餓死大半，但卻沒有半個人有想要投降的意思。
同年九月十五日，黃河決口，民表著急的背著自己所寫的詩文，乘坐木筏逃難，卻在途中因不停的救助落水的百姓，導致竹筏不堪負荷所有人的重量，遂沉入水中溺水身亡。與秦鎬、阮漢聞等人並稱“天中三君子”。

## 家庭及關聯
張民表育有三子，長子張允集，罵賊不屈而死。次子張允隼，與父親以及門人文大士一同溺水身亡。惟有幼子張允䧶在竹筏沉入水中後，依靠水中的漂流木漂流，直至遇到巡按嚴雲京的官船才得以倖免於難，時年十一歲，後由父親的門生周亮工撫養成人。

## 軼事
張民表的門生周亮工，曾在金陵請畫家趙澄為其畫像。起初趙澄與張民表不相識，畫稿經過無數次的更換修改，樣貌始終畫不像。一晚，趙澄夢到一位男子，身著明朝服飾，自稱是張民表，面帶微笑的拿走他的畫筆。於是趙澄便在清晨起了個大早，隨手拿起畫筆，筆一揮就畫成了，見到這張畫的人，對於畫中張民表樣貌被畫得極為相像，無不感到萬分的驚訝。

## 著作
著有《原圃集》、《塞庵詩集》等。